# Alhemskyrkan
Alhemskyrkan är en kyrkobyggnad på Morön, Skellefteå.  Den tillhör Sankt Olovs församling i Luleå stift.

## Kyrkobyggnaden
Kyrkan uppfördes 1962. Den är placerad intill Skogskyrkogården och är förbunden med bygdens enda krematorium. Den används som både församlingsdelskyrka och begravningskapell. Den är rektangulär och uppförd i vitt tegel. Den har ett långt neddraget, skiffertäckt sadeltak. Invändigt är tegelväggarna vitslammadeoch taket är klätt med blålaserad träpanel. Golvet är av marmor.
Kyrkan har en fristående klockstapel. 

## Inventarier
- Glasfönster utförda av konstnär Torsten Nordberg 1960 föreställande de tio jungfrurna och uppståndelsemotiv